# Ancistrus bufonius
Espèce
Ancistrus bufonius est une espèce de poissons-chats de la famille des Loricariidae.

## Répartition
Pour FishBase, cette espèce n'est présente qu'au Pérou, dans le bassin du rio Apurimac. Toutefois, l’UICN la mentionne également en Bolivie.

## Description
Ancistrus bufonius peut mesurer jusqu'à 115 mm, queue non comprise.

## Systématique
Le nom valide complet (avec auteur) de ce taxon est Ancistrus bufonius (Valenciennes, 1840).
L'espèce a été initialement classée dans le genre Hypostomus sous le protonyme Hypostomus bufonius Valenciennes, 1840.
Ancistrus bufonius a pour synonymes :
- Ancistrus calamita (Valenciennes, 1840)
- Hypostomus bufonius Valenciennes, 1840
- Hypostomus calamita Valenciennes, 1840

## Étymologie
Son épithète spécifique, du latin bufonius, « qui ressemble à un crapaud », lui a probablement été donnée en référence à son apparence.